# Gušteran šiljoglavi
Gušteran šiljoglavi (lat. Lampanyctus crocodilus) riba je iz porodice Myctophidae. Ovo je riba dubokih voda koja naraste do 30,0 cm duljine, živi na dubinama do 1192 m, po danu na većim dubinama, između 700 i 1192 m, a po noći ide prema površini gdje se zadržava na dubinama do 250 m, s mlađim i manjim primjercima pri vrhu. Tijelo mu je oblika cigare, s velikom, kratkom tupastom glavom i velikim izbuljenim očima smještenima prema naprijed, te ustima koja dopiru iza očiju. Repna peraja je vrlo račvasta (dubokog V profila), a leđna peraja kratka. Svijetle je boje, smećkasto-žućkaste s tamnom glavom. Hrani se zooplanktonom, najviše kopepodima, ostrakodima i euphausiidima, posebno tijekom noći, a sam je hrana brojnim grabežljivcima. Tijelo mu sadrži fotofore, odnosno organe koji proizvode svjetlo.

## Rasprostranjenost
Gušteran šiljoglavi živi diljem sjevernog Atlantika, oko Grenlanda, Islanda, u Barentsovom moru, pa južno sve do Mauretanije. Prisutan je i po cijelom Mediteranu.

## Vanjske poveznice
|  | Zajednički poslužitelj ima još gradiva o temi Gušteran šiljoglavi |
|  | Wikivrste imaju podatke o taksonu Gušteran šiljoglavi             |